# شهرستان لوگان (کنتاکی)
شهرستان لوگان، کنتاکی (به انگلیسی: Logan County, Kentucky) یک سکونتگاه مسکونی در ایالات متحده آمریکا است که در کنتاکی واقع شده‌است.